# 夢のまにまに
『夢のまにまに』（ゆめのまにまに）は、2008年秋に公開された日本の映画作品。主に美術監督として活動してきた木村威夫の長編映画初監督作品である。初作品としては世界最高齢（90歳）であるとして、ギネスブックにも登録された。原作は木村の『87×26の瘤広場』。

## スタッフ
- 監督：木村威夫
- 製作者：鈴木ワタル、大橋孝史、尾越浩文
- 脚本：山田英樹、我妻正義、木村威夫
- 音楽：川端潤
- 製作：パル企画、トルネード・フィルム、ポニーキャニオン
- 配給：パル企画

## キャスト
| - 長門裕之：木室創 - 有馬稲子：木室エミ子 - 井上芳雄：村上大輔 - 宮沢りえ：中埜潤子・よしず張りのある飲み屋のママ - 永瀬正敏：若き日の木室 - 上原多香子：若き日のエミ子 - 浅野忠信：特攻隊上がりの闇屋 - 桃井かおり：村上ふじえ（村上大輔の母親） - 葛山信吾：坂口安吾の面影を持つ文士 - 南原健朗：太宰治の面影を持つ文士 - 高橋和也：檀一雄の面影を持つ文士 - 観世栄夫：竹田館長 - エリカ：太宰の連れの女 - 天羽祐香：巫女・幻想のマリリン・モンロー - 石井晴奈：足立静代 - 小倉一郎：小林・駅弁売り - 鈴木清順：映画監督 - 飯島大介：ホームレスの老人 - 亜湖：ホームレスの老婆 - 銀座吟八：海軍士官 - 城川祐貴：エミ子の姉 - 斉藤隆史 - 石塚航太：多田昭雄 - 野田愛佳：篠崎瞳 - 細田知栄子：香坂多佳子 など |